# Cirrula
Cirrula is een vliegengeslacht uit de familie van de oevervliegen (Ephydridae).

## Soorten
- C. austrina (Coquillett, 1900)
- C. currani (Wirth, 1971)
- C. gigantea Cresson, 1915
- C. hians (Say, 1830)